# Joe Cross
Joe Cross (Sídney, 30 de mayo de 1966) es un abogado, empresario y cineasta australiano.
Joe Cross, nacido en Sídney. Llegó a pesar más de 140 kilogramos, cargado de esteroides y con una enfermedad autoinmune. Se recuperó e hizo un documental, en el cual ayudó a otras personas con la mejora de su alimentación, con una dieta más saludable. Él abandonando todos sus medicamentos y priorizó su salud con un estilo de vida equilibrado y la realización de ejercicio físico.
Él es el fundador y director ejecutivo de «Reboot con Joe», una marca de la salud y estilo de vida. Escribió varios libros. También fue director y escritor de los siguientes documentales.

## Filmografía
- 2010, Gordo, enfermo y casi muerto
- 2014, Sobrealimentado y desnutrido
- 2014, Gordo, enfermo y casi muerto 2.